# Radikale Venstre
 Denne artikel omhandler det nuværende parti Radikale Venstre. Opslagsordet har også en anden betydning, se Radikale Venstre (1878).
Radikale Venstre (tidligere Det Radikale Venstre, i pressen oftest blot De Radikale, forkortelse RV, R eller B) er et socialliberalt dansk politisk parti, der ofte har haft en nøglerolle i Folketinget. Partiets politiske leder har siden november 2022 været Martin Lidegaard, efter at den tidligere politiske leder Sofie Carsten Nielsen gik af efter folketingsvalget 2022.

## Historie
Partiet blev stiftet i Odense 21. maj 1905, hvor 538 delegerede fra en række af Venstres vælgerforeninger vedtog partiets navn, program og vedtægter. Det vedtagne program fik derefter tilslutning af de folketingsmedlemmer, der var blevet ekskluderet af Venstrereformpartiet i januar 1905 på grund af uenigheder om blandt andet forsvarspolitik. Udgangspunktet for Det Radikale Venstre var en konsekvent antimilitarisme, lige og almindelig valgret, forbedring af husmændenes og de dårligst stillede byboeres vilkår og bedre uddannelse til alle. Det liberale fokus på frihedsrettigheder skulle bevares, men staten måtte påtage sig et ansvar som socialt sikkerhedsnet og skabe muligheder for de mindrebemidlede.
Den radikale filosofi taler for at varetage hele samfundets interesser i stedet for at være talerør for bestemte samfundsgrupper som for eksempel arbejdere eller erhvervslivet. Det Radikale Venstre har historisk gået ind for decentralisering med henblik på at styrke borgernes mulighed for at deltage i den demokratiske proces. Partiets holdning til EF/EU var i begyndelsen splittet, men i dag er partiet et af de mest EU-venlige i Folketinget; dog findes der EU-kritiske grupper internt i partiet.

### Regeringsdeltagelser
Partiet har på grund af sin politiske position på midten og en overvejende pragmatisk indstilling haft en afgørende rolle i regeringsdannelsen i Danmark i det meste af det 20. århundrede, som "tungen på vægtskålen", der kunne afgøre, om landet skulle have en borgerlig eller socialdemokratisk regering. Med etableringen af VKO-flertallet ved folketingsvalget i 2001 mistede de Radikale denne position og havde i de følgende år ganske lidt indflydelse. De genvandt deres centrale rolle i dansk politik ved valget i 2011, men mistede den igen i 2015.

### Regeringsbærende parti
De Radikale var dannet som opposition til Venstre, der var datidens klart mest dominerende parti, og de allierede sig fra starten med Socialdemokratiet mod Venstre. De Radikale dannede regering i 1909-1910 og 1913-1920 med Carl Theodor Zahle som konseilspræsident og Socialdemokratiet som støtteparti. Grunden til, at Socialdemokraterne ikke kom med i regeringerne var, at de var skeptiske overfor at overtage ansvaret for den borgerlige stat.
De Radikale gennemførte under Første Verdenskrig en kraftig udbygning af den statlige styring af økonomien med indenrigsminister Ove Rode og finansminister Edvard Brandes som hovedmænd. Mens udenrigsminister Erik Scavenius sikrede Danmark mod at blive besat af Tyskland ved behændige dipomatiske manøvrer[kilde mangler]. Efter krigen stod partiet fast på, at Danmark ikke skulle indlemme Flensborg, som mange borgerlige og kongehuset ønskede. Dette førte til Påskekrisen, hvor ministeriet Zahle blev afskediget af kong Christian 10.. Ved det efterfølgende valg tabte partiet regeringsmagten til Venstre.

### Juniorpartner i Thorvald Staunings regeringer
Ved valget i 1924 fik SR-alliancen igen flertal. Socialdemokratiet blev landets største parti og dermed det naturlige statsministerparti, og de Radikale gled ind i rollen som støtteparti.
I 1929-1940 var De Radikale med i Thorvald Staunings SR-regeringer med Peter Munch som en markant udenrigsminister. Partiet sikrede en kraftig indskrænkning af hær og flåde, da det ikke mente, at Danmark kunne forsvares militært.

### Samarbejdspolitikken
Under Anden Verdenskrig indgik De Radikale sammen med de tre øvrige gamle partier i en national samlingsregering, først under Thorvald Staunings og siden Vilhelm Buhls ledelse, og fra 1942 til 29. august 1943 med tidligere udenrigsminister Erik Scavenius som statsminister. Scavenius stod for en afvisende kurs overfor modstandsbevægelsen og en høj grad af tilpasning til tyske krav og kom efter krigen til at stå som symbolet på samarbejdspolitikken.

### NATO-modstand og opbygningen af velfærdsstaten
De Radikale indtrådte efter krigen i en friere rolle som støtteparti for socialdemokratiske regeringer i 1947-50 og 1953-57. En af årsagerne til at partiet ikke kom i regering i denne periode var, at de gik ind for dansk neutralitet under den kolde krig og var modstandere af Danmarks tilslutning til NATO i 1949.
I 1957 indtrådte De Radikale i en flertalsregering med Socialdemokratiet og Retsforbundet (den såkaldte "ABE-regering"), og partiet fortsatte med at sidde i regering med Socialdemokratiet til 1964-valget.

### VKR-regeringen
Socialdemokratiets samarbejde med SF i Det Røde Kabinet 1966-67 fik imidlertid De Radikale til at skifte side. Efter en valgsejr i 1968 gik partiet med i VKR-regeringen, der sad 1968-71 med den radikale leder Hilmar Baunsgaard som statsminister.
Op gennem 1970'erne fungerede De Radikale som støtteparti til Anker Jørgensens socialdemokratiske regeringer, hvis økonomiske politik partiet dog i stigende grad fandt uansvarlig.
Da Anker Jørgensen gik af i 1982, pegede partiet derfor på den konservative leder Poul Schlüter som statsminister og støttede dennes borgerlige regeringer og deres økonomiske genopretningspolitik op gennem 1980'erne samtidig med, at de var en del af det såkaldt alternative sikkerhedspolitiske flertal, der gennemtvang fodnotepolitikken i NATO.
Efter valget i 1988 gik De Radikale med i en KVR-regering, der sad til 1990.

### Ny SR-regering
Efter at Poul Schlüter gik af som følge af Tamilsagen i 1993, støttede de radikale dannelsen af en socialdemokratisk ledet regering og var 1993-2001 med i Poul Nyrup Rasmussens regeringer, hvor det var med til at gennemføre flere arbejdsmarkedsreformer og en skattereform.

### I opposition
I 2001 gik partiet til valg på at fortsætte regeringssamarbejdet med Socialdemokraterne og oplevede en fremgang fra syv til ni mandater, men det var ikke nok til at sikre flertallet bag SR-regeringen. Situationen gentog sig ved folketingsvalget i 2005, hvor Radikale Venstre dog oplevede sin største fremgang siden 1960'erne – fra ni til 17 mandater.
I forbindelse med 2005-valget tiltrak De Radikale ifølge undersøgelser flere skuffede vælgere fra den socialdemokratiske venstrefløj. Dette var et paradoks, eftersom partiet siden midten af 1990'erne har påtaget sig tiltagende højreorienterede standpunkter på det fordelingspolitiske område. Samfundsforsker Johannes Andersen har forklaret det med, at vælgerne enten ikke har været optaget af fordelingspolitikken, eller at udlændinge-, rets- og uddannelsespolitik bare betyder mere for dem.

### Ny kurs – ny leder
I 2006 udløste flere politiske uenigheder mellem De Radikale og Socialdemokraterne et såkaldt "frihedsbrev" fra Radikale Venstre – hvor partiet gav udtryk for at man ville have en radikalt ledet regering og hverken støtte en regering under Anders Fogh Rasmussen eller Helle Thorning-Schmidt. Der var dog ikke ret stor opbakning til den radikale strategi, der blev kaldt Den anden vej, og i løbet af 2006 tabte partiet hastigt tilslutning i meningsmålingerne. Internt var der ikke udelt begejstring for den nye kurs. En gruppe i partiet, anført af Naser Khader, krævede, at partiet vendte tilbage til sin klassiske position på midten, hvor man ikke på forhånd erklærede sin støtte til en socialdemokratisk eller borgerlig regering. Uroen førte til, at Khader sammen med partiets europaparlamentsmedlem Anders Samuelsen forlod partiet og dannede Ny Alliance. Det blev startskuddet til et opgør med den linje partiet – og især Marianne Jelved – havde stået for. Flere kommentatorer opfordrede Jelved til at gå af, og den 15. juni overtog Margrethe Vestager så det politiske lederskab efter at have stået i spidsen for at redefinere partiets politiske kurs. 8. oktober 2008 forlod Simon Emil Ammitzbøll partiet efter uenigheder med Vestager.
Ved folketingsvalget i november 2007 gik partiet tilbage til de mere "normale" 9 mandater, og den parlamentariske situation var uændret, idet Venstre, Konservative og Dansk Folkeparti stadig kunne mønstre et flertal bag sig i Folketinget.

### Ny op- og nedtur
Ved folketingsvalget i 2011 fik Radikale Venstre næsten fordoblet sit mandattal sammenlignet med det forrige valg. Partiet fik 17 mandater som i 2005 og blev større end Socialdemokraternes foretrukne regeringspartner, Socialistisk Folkeparti. Efter valget dannede De Radikale regering med Socialdemokraterne og Socialistisk Folkeparti. Ifølge medierne lykkedes det i denne sammenhæng partiet at få gennemført det meste af sit program, mens Socialdemokraterne og især SF måtte bøje sig for De Radikale[kilde mangler]. I 2014 skiftede partiet igen leder, da Morten Østergaard tog over efter Margrethe Vestager, der blev EU-kommissær. Zigzagkursen ved folketingsvalgene fortsatte i 2015, hvor de radikale atter gik tilbage, nu til 8 mandater.
Grundet Dansk Folkepartis stærke indflydelse på Venstres politiske kurs i disse år, skiftede europaparlamentsmedlem valgt for Venstre Jens Rohde til de Radikale, hvor han sad perioden ud med Morten Helveg Petersen. En undersøgelse fra 2019, der betragtede politiske partiers stemmeopførsel om klimapolitiske spørgsmål i EU-Parlamentet, sætter Radikale i betragtning som "delayer" i klimapolitiske spørgsmål, trods Helveg Petersen i samme periode opnåede at være det mest indflydelsesrige danske parlamentsmedlem i EU som bl.a. næstformand i industri- og energiudvalget.

### 2019 og frem
Inspireret af En Marche!-bevægelsen af den nyvalgte franske præsident Emmanuel Macron, ændrede Radikale sammen med en række andre europæiske socialliberale partier valgslogan til "Fremad!", og inddrog gul som ny partifarve sammen med magenta i samme forbindelse.[kilde mangler]
I 2019 fik Radikale mandatfordobling ved både EU-valget (fra 1 til 2, hvis ikke Rhode tælles med i forrige periode. Det andet mandat skyldtes et valgforbund med Alternativet) og folketingsvalget (fra 8 til 16). Efter folketingsvalget blev partiet sammen med Enhedslisten og Socialistisk Folkeparti støtteparti bag Mette Frederiksens socialdemokratiske regering. I oktober 2020 skiftede partiet uventet leder, da Morten Østergaard pludselig trådte tilbage efter en sag om interne krænkelser i partiet. Samme dag blev den hidtidige næstformand i folketingsgruppen Sofie Carsten Nielsen valgt som ny leder i et kampvalg mod den tidligere udenrigsminister Martin Lidegaard. Sener meldte Ida Auken og Jens Rohde sig ud af partiet. Martin Lidegaard, som længe havde ønsket en mere konstruktiv støtte til regeringen, valget i 2021 efter lang overvejelse at blive i partiet, og blev derefter 1. Næstformand. Andreas Steenberg er 2. Næstformand.

## Organisation
Radikale Venstre har en adskillelse mellem partiets landsforbund, der ledes af en landsformand, og folketingsgruppen, der ledes af den politiske leder. Landsformand siden 2024 er Poul Arne Bødker, mens Martin Lidegaard er den politiske leder og formand for folketingsgruppen siden 2022.
Partiets ungdomsorganisation er Radikal Ungdom.

### Politiske ledere
| Politisk leder        | Tiltrædelse | Afgang |
| --------------------- | ----------- | ------ |
| Martin Lidegaard      | 2022        |        |
| Sofie Carsten Nielsen | 2020        | 2022   |
| Morten Østergaard     | 2014        | 2020   |
| Margrethe Vestager    | 2007        | 2014   |
| Marianne Jelved       | 1990        | 2007   |
| Niels Helveg Petersen | 1978        | 1990   |
| Svend Haugaard        | 1975        | 1978   |
| Hilmar Baunsgaard     | 1968        | 1975   |
| Karl Skytte           | 1960        | 1968   |
| Jørgen Jørgensen      | 1940        | 1960   |
| P. Munch              | 1928        | 1940   |
| Carl Theodor Zahle    | 1905        | 1928   |

### Landsformænd
- 2024-: Poul Arne Bødker[9]
- 2021-2024 Mikkel Irminger Sarbo[11]
- 2015-2021 Svend Thorhauge
- 2009-2015 Klaus Frandsen
- 2001-2009 Søren Bald
- 2000-2001 Lone Loklindt (fungerende)
- 1997-2000 Johannes Lebech
- 1993-1997 Margrethe Vestager
- 1991-1993 Grethe Erichsen
- 1978-1991 Thorkild Møller
- 1976-1978 K. Helveg Petersen
- 1974-1976 Gunnar Skov Andersen
- 1971-1974 Asger Baunsbak-Jensen
- 1964-1971 Søren Bjerregaard
- 1960-1964 Helge Pedersen
- 1937-1960 Hans Jeppesen
- 1936-1937 N.C. Andersen
- 1929-1936 Martin Sørensen
- 1924-1929 N.P. Andreasen
- 1922-1924 Erik Scavenius
- 1921-1922 Ole Troelsen
- 1920-1921 Anders Larsen
- 1914-1920 Kr. Tovborg Jensen
- 1905-1914 Jørgen Hald

### Ledere af Folketingsgruppen
- 2022- Martin Lidegaard
- 2020-2022 Sofie Carsten Nielsen
- 2015-2020 Morten Østergaard
- 2014-2015 Camilla Hersom
- 2014-2014 Christian Friis Bach
- 2012-2014 Sofie Carsten Nielsen
- 2011-2012 Marianne Bruus Jelved
- 2007-2011 Margrethe Vestager
- 2001-2007 Marianne Bruus Jelved
- 2000-2001 Elisabeth Arnold
- 1994-2000 Jørgen Estrup
- 1993-1994 Jens Bilgrav-Nielsen
- 1988-1993 Marianne Bruus Jelved
- 1978-1988 Niels Helveg Petersen
- 1975-1977 Svend Haugaard
- 1971-1975 Hilmar Baunsgaard
- 1970-1971 Svend Haugaard
- 1968-1970 Bernhard Baunsgaard
- 1964-1968 Karl Skytte
- 1961-1964 Jacob Kirkegaard
- 1945-1957 Jørgen Jørgensen
- 1935-1945 A.M. Hansen
- 1934-1935 Jørgen Jørgensen
- 1929-1934 Aage Fogh
- 1929-1934 Niels Frederiksen
- 1920-1928 Carl Theodor Zahle
- 1916-1920 Carl Slengerik
- 1913-1916 Thorvald Povlsen
- 1910-1913 Carl Theodor Zahle
- 1909-1910 Ove Rode
- 1905-1909 Carl Theodor Zahle

### Nuværende folketingsgruppe
Ved Folketingsvalget 2022 fik Radikale Venstre 7 mandater.
Sofie Carsten Nielsen forlod Folketinget i april 2023. Stinus Lindgreen overtog 1. maj 2023 Nielsens plads. 5. august 2024 forlod Christian Friis Bach gruppen og partiet og meldte sig ind i Venstre.
| Navn             | Kreds            | Stemmer | Hverv                    | Ordførerskaber |
| ---------------- | ---------------- | ------- | ------------------------ | --- |
| Martin Lidegaard | Nordjsælland     | 7.167   | • Politisk leder (2022–) | Udenrigs-, arktis-, EU-ordfører og ordfører for Nordiske anliggender                                                                               |
| Samira Nawa      | København        | 6.302   | • Næstformand (2022–)    | Finans-, klima-, energi-, forsynings-, skatte-, beskæftigelses-, og ligestillingsordfører.                                                         |
| Katrine Robsøe   | Østjylland       | 3.736   |                          | Uddannelses-, miljø-, havmiljø-, natur-, fiskeri-, erhvervs-, medie-, idræts-, forenings-, og udviklingsordfører.                                  |
| Zenia Stampe     | Sjælland         | 2.836   |                          | Kultur-, landbrugs-, udlændinge-, integrations-, rets-, kirke- og landdistriktsordfører.                                                           |
| Lotte Rod        | Sydjylland       | 2.714   |                          | Børne-, undervisnings-, social-, bolig-, kommunal-, ældre-, trivsels-, tillids-, og frisættelsesordfører                                           |
| Stinus Lindgreen | Københavns Omegn | 2.221   |                          | Sundheds-, forebyggelses-, psykiatri-, transport-, forsvars-, IT-, digitaliserings-, og forskningsordfører, samt ordfører for kollektiv transport. |

### Medlemstal
Medlemstallet var ca. 30.000 i 1960'erne. Siden 2000 har partiets medlemstal ligget mellem 5.000 og 10.000 medlemmer.
- 2022: 5.945[1]
- 2021: 6.872[15]
- 2019: 7.665[16]
- 2017: 6.700[17]
- 2013: 7.500
- 2012: 9.100
- 2011: 7.800
- 2010: 7.300
- 2009: 7.600
- 2008: 7.900
- 2007: 8.500
- 2006: 9.500
- 2005: 9.500
- 2004: 9.000
- 2003: 7.600
- 2002: 7.500
- 2001: 6.700

## Økonomi
I valgåret 2019 havde Radikale Venstre såvel indtægter som udgifter for 18 mio. kr. Af udgifterne blev de 10 mio. kr. angivet at gå til udgifter i forbindelse med folketings- og Europaparlamentsvalgene det år.
Af indtægterne kom 1½ mio. kr. fra medlemskontingenter, 5 mio. kr. var offentlig partistøtte, 8 mio. kr. var bidrag fra virksomheder, fonde og organisationer, og yderligere 2 mio. kr. var overført fra partiets egen valgfond. Partiet modtog bidrag på over 20.900 kr. (grænsen for oplysningspligtige beløb) fra i alt 10 bidragydere, heriblandt:
- A.P. Møller - Mærsk
- Dansk Arbejdsgiverforening
- Dansk Byggeri
- Dansk Erhverv
- DI - Dansk Industri
- Hermod Lannungs Fond
- Fremstillingsindustrien
- Industriens Arbejdsgivere i København
- Crowne Plaza Copenhagen Towers

De tre industriorganisationer DI, Industriens Arbejdsgivere i København og Fremstillingsindustrien stod med tilsammen godt 6 mio. kr for langt størsteparten af bidragene.
Derudover oplyste partiet, at der var givet 5 donationer på over 20.900 kr. til lokale foreningsled og kandidater. Således gav to lokale pengeklubber, "Midt- og Vestjyllands Erhvervspolitiske Selskab" og "Fyns Socialliberale Erhvervsklub" henholdsvis Radikale Venstre i Herning 330.000 kr. og Rasmus Helveg Petersen knap 200.000 kr.

## Statsministre
- Carl Theodor Zahle, Statsminister 1909-1910 og 1913-1920, Justitsminister 1929-1935
- Hilmar Baunsgaard, Statsminister 1968-1971, Handelsminister 1961-1964

Derudover var også Erik Scavenius, statsminister 1942-1945 (i praksis dog kun til d. 29. august 1943), en tidligere radikal politiker og udenrigsminister. Han var dog ikke radikal i sin periode som statsminister, da han havde udmeldt sig af partiet i 1932.

## Andre ministerposter
- Edvard Brandes, Finansminister 1909-1910 og 1913-1920
- Christopher Krabbe, Forsvarsminister 1909-1910
- P. Munch, Indenrigsminister 1909-1910, Forsvarsminister 1913-1920, Udenrigsminister 1929-1940
- Poul Christensen, Landbrugsminister 1909-1910
- Ove Rode, Indenrigsminister 1913-1920
- J. Hassing-Jørgensen, Minister for offentlige arbejder 1913-1920
- Kristjan Pedersen, Landbrugsminister 1913-1920
- Bertel Dahlgaard, Indenrigsminister 1929-1940, Økonomiminister og minister for nordiske anliggender 1957-1960
- Jørgen P.L. Jørgensen, Undervisningsminister 1935-1940, 1942-1942, 1957-1960, Indenrigsminister 1942-1943
- A.M. Hansen, Undervisningsminister 1945-1945
- Kjeld Philip, Handelsminister 1957-1960, Finansminister 1960-1961, Økonomiminister 1961-1962
- Karl Skytte, Landbrugsminister 1957-1964
- A.C. Normann, Fiskeriminister 1960-1964, Fiskeriminister og Minister for Grønland 1968-1971
- Helge Larsen, Undervisningsminister 1968-1971
- Lauge Dahlgaard, Arbejdsminister 1968-1971
- Jens Bilgrav-Nielsen, Energiminister 1988-1990
- Kristen Helveg Petersen, Undervisningsminister 1961-1964 og Kulturminister 1968-1971
- Niels Helveg Petersen, Økonomiminister 1988-1990 og Udenrigsminister 1993-2000
- Ole Vig Jensen, Kulturminister 1988-1990, Undervisningsminister, 1993-1998, Kirkeminister, 1996-1998
- Lone Dybkjær Miljøminister 1988-1990
- Aase Olesen, Socialminister 1988-1990
- Marianne Jelved, Økonomiminister 1993-2001, Minister for nordisk samarbejde 1994-2001, Kulturminister 2012-2014, Kultur- og kirkeminister 2014-
- Ebbe Lundgaard, Kulturminister 1996-1998
- Margrethe Vestager, Undervisningsminister 1998-2001, Kirkeminister 1998-2000, Økonomi- og Indenrigsminister 2011-2014
- Johannes Lebech, Kirkeminister 2000-2001
- Elsebeth Gerner Nielsen, Kulturminister 1998-2001
- Anita Bay Bundegaard, Udviklingsminister 2000-2001
- Uffe Elbæk, Kulturminister 2011-2012
- Christian Friis Bach, Minister for udviklingsbistand 2011-2013
- Morten Østergaard, Minister for Forskning, Innovation og Videregående uddannelser 2011-2014, Skatteminister 2014-2015
- Martin Lidegaard, Klima-, energi-, og bygningsminister 2011-2014, Udenrigsminister 2014-2015
- Manu Sareen, Minister for ligestilling og kirke og minister for nordisk samarbejde 2011-2014, Børne-, Ligestillings-, Integrations- og Socialminister 2014-2015
- Rasmus Helveg Petersen, Minister for udviklingsbistand 2013-2014, Klima- og energiminister 2014-2015
- Sofie Carsten Nielsen, Uddannelsesminister 2014-2015

## Valgresultater

### Historisk tilslutning
Partiet har haft sine vælgermæssige storhedstider i perioden kort efter dannelsen og i slutningen af 1960'erne og starten af 1970'erne.
Største tilslutning hidtil var ved folketingsvalget i 1918 med 21,3 % af stemmerne. Siden har partiet typisk haft en tilslutning på 5-10 %, men nåede et højdepunkt på 15,0% ved valget i 1968 og 14,4 % ved valget i 1971 under politisk ledelse af Hilmar Baunsgaard som var statsminister i Regeringen Hilmar Baunsgaard fra 1968 til 1971.
Et foreløbigt lavpunkt blev nået kort ved valget i 1977 hvor andelen blev på 3,6 % stemmerne, nu under politisk ledelse af Svend Haugaard. Partiets dårligste resultat nogensinde var ved valget i 1990, under Niels Helveg Petersen og efter deltagelse i endnu en VKR-regering fra 1988-1990, hvor partiet opnåede 3,5 % af stemmerne.
(Bemærk at ved folketingsvalget i 1915 blev der i langt de fleste valgkredse afholdt fredsvalg. Derfor er stemmetallene ikke opgjort, men opgørelsen af stemmeandelen er i stedet baseret på mandatandelen: 31 af 114 mandater).

### Folketingsvalg siden 1906
| Folketingsvalg     | Politisk leder        | Stemmer               | Procent               | Mandater | ±       |
| ------------------ | --------------------- | --------------------- | --------------------- | -------- | ------- |
| 1906               | C. Th. Zahle          | 41.460                | 13,7 %                | 9 / 113  | 9       |
| 1909               | C. Th. Zahle          | 60.261                | 18,8 %                | 15 / 113 | 6       |
| 1910               | C. Th. Zahle          | 66.734                | 19,1 %                | 20 / 113 | 5       |
| 1913               | C. Th. Zahle          | 67.903                | 18,7 %                | 30 / 113 | 10      |
| 1915               | C. Th. Zahle          | Overvejende fredsvalg | Overvejende fredsvalg | 30 / 113 | Uændret |
| 1918               | C. Th. Zahle          | 195.159               | 21,3 %                | 31 / 139 | 1       |
| 26. april 1920     | C. Th. Zahle          | 123.877               | 12,0 %                | 17 / 139 | 14      |
| 6. juli 1920       | C. Th. Zahle          | 111.055               | 11,6 %                | 16 / 139 | 1       |
| 21. september 1920 | C. Th. Zahle          | 147.120               | 12,1 %                | 18 / 148 | 2       |
| 1924               | C. Th. Zahle          | 166.476               | 13,0 %                | 20 / 148 | 2       |
| 1926               | C. Th. Zahle          | 150.931               | 11,3 %                | 16 / 148 | 4       |
| 1929               | P. Munch              | 151.746               | 10,7 %                | 16 / 148 | Uændret |
| 1932               | P. Munch              | 145.221               | 9,4 %                 | 14 / 148 | 2       |
| 1935               | P. Munch              | 151.247               | 9,2 %                 | 14 / 148 | Uændret |
| 1939               | P. Munch              | 161.834               | 9,5 %                 | 14 / 148 | Uændret |
| 1943               | Jørgen Jørgensen      | 175.179               | 8,7 %                 | 13 / 148 | 1       |
| 1945               | Jørgen Jørgensen      | 167.073               | 8,2 %                 | 11 / 148 | 2       |
| 1947               | Jørgen Jørgensen      | 144.246               | 7,1 %                 | 10 / 148 | 1       |
| 1950               | Jørgen Jørgensen      | 167.969               | 8,2 %                 | 12 / 148 | 2       |
| 21. april 1953     | Jørgen Jørgensen      | 178,942               | 8,6 %                 | 13 / 148 | 1       |
| 22. september 1953 | Jørgen Jørgensen      | 169.295               | 7,8 %                 | 14 / 175 | 1       |
| 1957               | Jørgen Jørgensen      | 179.822               | 7,8 %                 | 14 / 175 | Uændret |
| 1960               | Jørgen Jørgensen      | 140.979               | 5,8 %                 | 11 / 175 | 3       |
| 1964               | Karl Skytte           | 139.702               | 5,3 %                 | 10 / 175 | 1       |
| 1966               | Karl Skytte           | 203,858               | 7,3 %                 | 13 / 175 | 3       |
| 1968               | Hilmar Baunsgaard     | 427.304               | 15,0 %                | 27 / 175 | 14      |
| 1971               | Hilmar Baunsgaard     | 413.620               | 14,4 %                | 27 / 175 | Uændret |
| 1973               | Hilmar Baunsgaard     | 343.717               | 11,2 %                | 20 / 175 | 7       |
| 1975               | Svend Haugaard        | 216.553               | 7,1 %                 | 13 / 175 | 7       |
| 1977               | Svend Haugaard        | 113.330               | 3,6 %                 | 6 / 175  | 7       |
| 1979               | Niels Helveg Petersen | 172.365               | 5,4 %                 | 10 / 175 | 4       |
| 1981               | Niels Helveg Petersen | 160.053               | 5,1 %                 | 9 / 175  | 1       |
| 1984               | Niels Helveg Petersen | 184.642               | 5,5 %                 | 10 / 175 | 1       |
| 1987               | Niels Helveg Petersen | 209.086               | 6,2 %                 | 11 / 175 | 1       |
| 1988               | Niels Helveg Petersen | 185.707               | 5,6 %                 | 10 / 175 | 1       |
| 1990               | Marianne Jelved       | 114.888               | 3,5 %                 | 7 / 175  | 3       |
| 1994               | Marianne Jelved       | 152.701               | 4,6 %                 | 8 / 175  | 1       |
| 1998               | Marianne Jelved       | 131.254               | 3,9 %                 | 7 / 175  | 1       |
| 2001               | Marianne Jelved       | 179.023               | 5,2 %                 | 9 / 175  | 2       |
| 2005               | Marianne Jelved       | 308.212               | 9,2 %                 | 17 / 175 | 8       |
| 2007               | Margrethe Vestager    | 177.161               | 5,1 %                 | 9 / 175  | 8       |
| 2011               | Margrethe Vestager    | 336.698               | 9,5 %                 | 17 / 175 | 8       |
| 2015               | Morten Østergaard     | 160.692               | 4,6 %                 | 8 / 175  | 9       |
| 2019               | Morten Østergaard     | 304.273               | 8,6 %                 | 16 / 175 | 8       |
| 2022               | Sofie Carsten Nielsen | 133.931               | 3,8 %                 | 7 / 175  | 9       |

### Europaparlamentsvalg
| Valg | Spidskandidat                | Gruppe | Stemmer | %      | Mandater | +/-     |
| ---- | ---------------------------- | ------ | ------- | ------ | -------- | ------- |
| 1979 | Jens Bilgrav-Nielsen         | Ingen  | 56.944  | 3,3 %  | 0 / 15   | Uændret |
| 1984 | Keld Anker Nielsen           | Ingen  | 62.560  | 3,1 %  | 0 / 15   | Uændret |
| 1989 | Steffen Westergaard Andersen | Ingen  | 50.196  | 2,8 %  | 0 / 16   | Uændret |
| 1994 | Lone Dybkjær                 | ELDR   | 176.480 | 8,5 %  | 1 / 16   | 1       |
| 1999 | Lone Dybkjær                 | ELDR   | 180.089 | 9,1 %  | 1 / 16   | Uændret |
| 2004 | Anders Samuelsen             | ELDR   | 120.473 | 6,4 %  | 1 / 14   | Uændret |
| 2009 | Sofie Carsten Nielsen        | Ingen  | 100.094 | 4,3 %  | 0 / 13   | 1       |
| 2014 | Morten Helveg Petersen       | ALDE   | 148.006 | 6,5 %  | 1 / 13   | 1       |
| 2019 | Morten Helveg Petersen       | ALDE   | 277.929 | 10,1 % | 2 / 14   | 1       |
| 2024 | Sigrid Friis Frederiksen     | RENEW  | 173.159 | 7,1 %  | 1 / 15   | 1       |

### Kommunalvalg
| Valg             | Stemmer | %     | Mandater       | +/- |
| ---------------- | ------- | ----- | -------------- | --- |
| 1909             | 33.043  |       | 382 / 9.897    |     |
| 1913             | 47.675  |       | 775 / 10.038   | 393 |
| 1917             | 58.663  |       | 921 / 10.166   | 146 |
| 1921-22          | 94.520  |       | 1.243 / 11.281 | 322 |
| 1925             | 106.650 |       | 1.237 / 11.329 | 6   |
| 1929             | 98.190  |       | 1.159 / 11.403 | 78  |
| 1933             | 101.447 |       | 1.078 / 11.425 | 81  |
| 1937             | 118.959 |       | 1.002 / 11.371 | 76  |
| 1943             | 124.788 |       | 941 / 10.569   | 61  |
| 1946             | 113.033 |       | 870 / 11.488   | 71  |
| 1950             | 115.104 |       | 824 / 11.499   | 46  |
| 1954             | 104.710 |       | 764 / 11.505   | 60  |
| 1958             | 112.817 |       | 648 / 11.529   | 116 |
| 1962             | 86.918  |       | 501 / 11.414   | 147 |
| 1966             | 92.970  | 3,9 % | 340 / 10.005   | 161 |
| Kommunalreformen |         |       |                |     |
| 1970             | 184.561 | 7,8 % | 323 / 4.677    | 17  |
| 1974             | 151.339 | 7,0 % | 311 / 4.735    | 12  |
| 1978             | 115.911 | 4,5 % | 192 / 4.759    | 119 |
| 1981             | 161.176 | 4,7 % | 187 / 4.769    | 5   |
| 1985             | 93.348  | 3,4 % | 108 / 4.773    | 79  |
| 1989             | 72.634  | 2,7 % | 73 / 4.737     | 35  |
| 1993             | 81.528  | 2,9 % | 80 / 4.703     | 7   |
| 1997             | 93.291  | 3,3 % | 87 / 4.685     | 7   |
| 2001             | 134.018 | 3,9 % | 88 / 4.647     | 1   |
| Strukturreformen |         |       |                |     |
| 2005             | 148.882 | 5,2 % | 86 / 2.522     | 2   |
| 2009             | 104.162 | 3,7 % | 50 / 2.468     | 36  |
| 2013             | 149.160 | 4,8 % | 62 / 2.444     | 12  |
| 2017             | 146.707 | 4,6 % | 80 / 2.432     | 18  |
| 2021             | 172.521 | 5,6 % | 94 / 2.436     | 14  |

### Amts- og regionsrådsvalg
| Valg             | Stemmer | %      | Mandater | +/-     |
| ---------------- | ------- | ------ | -------- | ------- |
| 1935             |         |        | 42 / 299 |         |
| 1943             | 91.303  |        | 30 / 299 | 12      |
| 1946             | 96.148  |        | 27 / 299 | 3       |
| 1950             | 98.422  |        | 27 / 299 | Uændret |
| 1954             | 99.747  | 10,4%  | 31 / 299 | 4       |
| 1958             | 102.516 | 9,2%   | 26 / 303 | 5       |
| 1962             | 97.133  | 8,4%   | 21 / 301 | 5       |
| 1966             | 102.804 | 8,1 %  | 22 / 303 | 1       |
| Kommunalreformen |         |        |          |         |
| 1970             | 198.113 | 10,1 % | 35 / 366 | 13      |
| 1974             | 164.286 | 9,0 %  | 34 / 370 | 1       |
| 1978             | 129.976 | 4,0 %  | 23 / 370 | 11      |
| 1981             | 148.987 | 6,2 %  | 24 / 370 | 1       |
| 1985             | 104.678 | 4,4 %  | 13 / 374 | 11      |
| 1989             | 82.170  | 3,5 %  | 10 / 374 | 3       |
| 1993             | 99.522  | 4,0 %  | 16 / 374 | 6       |
| 1997             | 113.687 | 4,6 %  | 15 / 374 | 1       |
| 2001             | 126.140 | 4,2 %  | 15 / 374 | Uændret |
| Strukturreformen |         |        |          |         |
| 2005             | 176.096 | 6,3 %  | 11 / 205 | 4       |
| 2009             | 104.533 | 3,9 %  | 7 / 205  | 4       |
| 2013             | 161.396 | 5,4 %  | 8 / 205  | 1       |
| 2017             | 156.295 | 5,1 %  | 8 / 205  | Uændret |
| 2021             | 183.063 | 6,1 %  | 12 / 205 | 4       |